# Menhir von Woinville

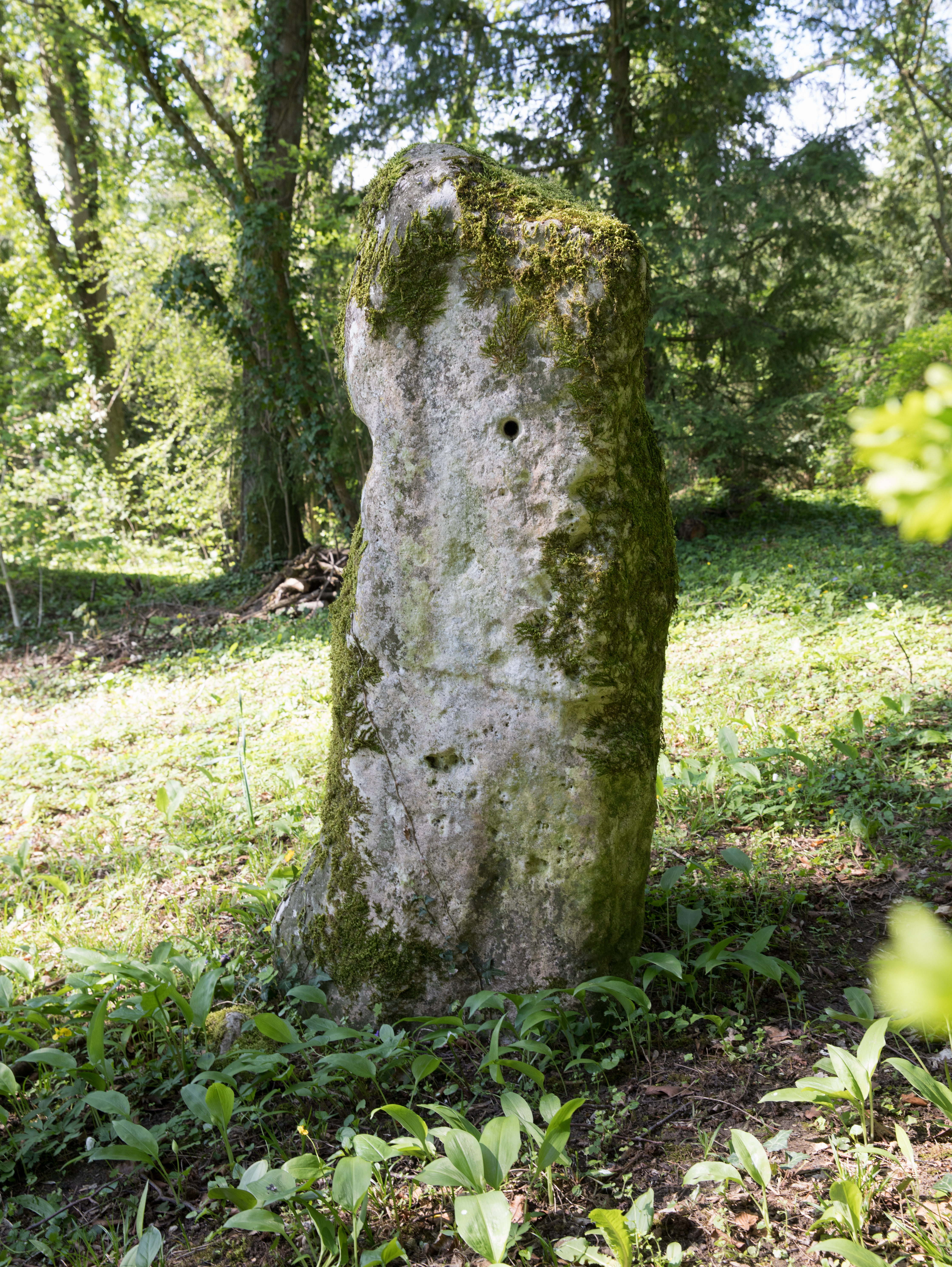
Menhir von Woinville

Der Menhir von Woinville steht westlich von Woinville, einem Ortsteil von Buxières-sous-les-Côtes im Département Meuse in Frankreich.
Der etwa 1,6 m hohe neolithische Menhir mit einem Schälchen und einigen Schnittspuren ist einer der seltenen Menhire in der Region Lothringen. Er steht im Park der Domaine de Pomone.
Der Menhir wurde 2000 zum Monument historique erklärt.
Etwa 2,8 km westlich, in Saint-Mihiel steht der 2,2 m hohe Menhir La Dame Schone (die schöne Dame).